# Chrysochlamys tenuis
Chrysochlamys tenuis är en tvåhjärtbladig växtart som beskrevs av B. E. Hammel. Chrysochlamys tenuis ingår i släktet Chrysochlamys och familjen Clusiaceae. Inga underarter finns listade i Catalogue of Life.